# Сторожевая башня (Нижний Тагил)
Лисьегорская сторожевая башня — дозорная башня постройки начала XIX века в стиле классицизма, расположенная на вершине Лисьей горы на территории Нижнего Тагила. Является архитектурной доминантой Центра города и главным символом всего города. В сторожевой башне расположен самый маленький музей России.

## Лисья гора
Описание Лисьей горы дал географ и картограф И. Я. Кривощёков. В 1910 году в «Словаре Верхотурского уезда» он написал, что Лисья гора имеет высоту 132 сажени (289 м), является вершиной вулкана, потухшего 340—360 млн лет назад и сложена из авгита и диабазо-порфиритов. Современные исследователи подтверждают, что гора состоит из магматических пород. Склоны горы пологие с редкими скалистыми выходами, также есть несколько небольших пещерных гротов. На восточном склоне растёт наклонный лес.

## История
Первоначально на вершине Лисьегорской сторожевой башни была деревянная изба. Сторожевая башня из дерева на вершине Лисьей горы появилась ещё в XVIII в., автора того проекта башни история не сохранила, а в начале XIX в. она была заменена каменной. По одной из неправдоподобных версий она предназначалась для защиты от кочевников, но более реалистична версия о её назначении в качестве пожарной каланчи. Существуют также версии, что она использовалась в качестве обсерватории и была даже чем-то вроде маяка. В 1818 году деревянная башня была перестроена в каменную по проекту неизвестного автора, а в 1868 году была реконструирована по проекту А. З. Комарова. На чугунной плите, скрепляющей один из углов башни, видна выбитая дата постройки — 1818 год. В таком виде башня служила пожарной каланчой: при пожаре в башне били в бронзовый колокол и вывешивали красные фонари из больших кожаных пузырей. В середине 1830-х годов для наблюдения кометы Галлея (была видна с Земли в 1835—1836 годах) рядом со сторожевой башней возвели обсерваторию, представлявшую собой павильон на вращающейся платформе. Ныне от неё сохранилась только замурованная в камень массивная чугунная тумба. С 3 октября 1943 года сторожевая башня по распоряжению городских властей получила статус памятника архитектуры, подлежащего сохранению и периодическому ремонту без права перестройки. В годы советской власти башня служила и пунктом метеонаблюдений, и общественной обсерваторией, а в 1956 году там был оборудован телевизионный ретранслятор.
В 2010 году у подножья Лисьей горы был воздвигнут Памятник металлургам Нижнего Тагила, от которого позже обустроили каменную лестницу до Сторожевой башни на вершине горы.
С 1990-х и до 2000-х годов сторожевая башня имела запущенный вид. Башню несколько раз красили, приводили в порядок, но внутреннее помещение находилось в упадке. Во избежание вандализма окна и двери башни были закрыты железными листами. 30 марта 2015 года на Лисьей горе начались масштабные восстановительные работы для создания крупного туристического объекта в рамках проекта Самоцветное Кольцо Урала. В проекте реставрации значилось полное облагораживание всей зоны отдыха на Лисьей горе, капитальный ремонт сторожевой башни и строительство смотровой площадки вокруг неё.
8 августа 2015 года Лисьегорская башня была полностью отреставрирована, вся прилегающая территория и все объекты на ней приведены в порядок, объект был сдан «под ключ» музейному объединению «Горнозаводской Урал». От Памятника тагильским металлургам у подножья горы, от автопарковки была вымощена брусчаткой пешеходная лестница до смотровой башни на вершине с ответвлениями к промежуточным смотровым площадкам, вдоль которой было установлено несколько каменных лавочек. На вершине горы вокруг сторожевой башни также была вымощена основная смотровая площадка. На самой башне купол со шпилем заменили на такой же по форме медный, также медью была покрыта вся кровля башни, на шпиль был установлен флюгер работы тагильского скульптора Александра Иванова в виде летящего архангела Михаила. У входа в башню был построен портик в стиле Ампир. Башня была полностью перекрашена, колонны побелены, при выходе на крышу башни, на втором ярусе здания и на звоннице (третьем ярусе) появилось чугунное ограждение, идентичное старинному Каслинскому, которое было там изначально при постройке в XVIII веке. Также из чугуна в старинном Русском стиле была изготовлена дверь в башню. На стене по обе стороны от входа были прикреплены старинные фонарики. Возле башни на площадке, на небольшом ступенчатом возвышении поставили маленькую старинную чугунную пушку времён XVI века. Интерьер сторожевой башни был также отреставрирован. Внутри башни была размещена небольшая музейная экспозиция площадью всего в 13 м², посвящённая истории города и самой башни, в частности на витринах можно увидеть колокола, горельефы, личные вещи работников башни разных эпох и макет тагильской сторожевой башни в XVIII веке. Помимо этого была отремонтирована старинная чугунная винтовая лестница, ведущая на крышу и звонницу.
Главный символ города был торжественно открыт мэром Нижнего Тагила С. К. Носовым в присутствии областных чиновников, нижнетагильского православного епископа Иннокентия и простых жителей города. С 8 августа 2015 года Лисья гора считается одним из туристических объектов маршрута Самоцветное кольцо Урала.

## Галерея
- 2014 год (до реставрации)
- 2020 год
- Ночной вид
- Вид с набережной пруда
- 2020 год
- 2022 год
- Вид с высоты